# Frankfurter Rundschau
A Frankfurter Rundschau (elterjedt rövidítés FR) országos német napilap, székhelye Frankfurt am Main. A frankfurti kiadáson kívül létezik egy németországi kiadás, valamint három regionális verzió. A kiadó a nyomtatott kiadvány mellett működtet még egy internetes honlapot is, valamint egy, az újság saját megnevezése szerint E-Paper-változatot. Ez utóbbi is a világhálón olvasható, de nem honlap, hanem a nyomtatott újság egy az egyben elektronikus formába átültetett, lefényképezett változata. Az eladott példányszám 142 357. 2010 áprilisa óta az újság a „DuMont-szerkesztőközösség” része, amelyhez ezen kívül még a Berliner Zeitung, a Kölner Stadt-Anzeiger és a Mitteldeutsche Zeitung szerkesztőségei is tartoznak. A lap politikailag a szociáldemokraták felé húz.

## Története
Az FR a második német napilap volt, amely a második világháború után alapítottak. Az amerikai szektorban ez volt az első újság, amelynek a Information Control Division engedélyt adott a megjelenésre. Az újság az amerikai megszálló hatalom kezdeményezésére indult 1945. augusztus 1-jén, hogy a szabad, demokratikus gondolatokat terjessze. Az újság ugyanakkor az 1943-ban betiltott Frankfurter Zeitung nyomdokain kezdte el tevékenységét. Az engedélyt Wilhelm Knothe, Wilhelm Karl Gerst, Paul Rodemann, Hans Etzkorn, Arno Rudert, Otto Grossmann és Emil Carlebach kapták meg, de Ruder kivételével a többiek hamar elhagyták a lapot. A grémium szociáldemokratákból, kommunistákból és Gerst személyében egy szocialistából állott. Utóbbit az amerikaiak 1946-ban éppen kommunisták iránti nyitottsága miatt távolították el. Ebben az évben kapcsolódott be a szociáldemokrata Karl Gerold a munkába. 1947-ig az összes kommunistát eltávolították a laptól, az engedélykötelezettség végfázisában, 1949-ben voltak törekvések arra, hogy a kiadót alapítványként vezessék tovább, ezt azonban az amerikaiak megakadályozták. Rudert 1954-es halála után Gerold egyedüli szerkesztő-kiadó lett, és haláláig, 1973-ig megmaradt pozíciójában. Azután alapult meg a Karl-Leopold-Alapítvány, amely akkor a kiadó és a hozzá tartozó nyomda 100 százalékos tulajdonosa volt. 2004 óta az alapítvány már csak 10%-kal rendelkezik.